# آکیل‌بای
آکیل‌بای (انگلیسی: Akylbay) یک شهرک در شهرستان یانائولسکی استان باشقیرستان کشور روسیه است.